# Gustav Waldt

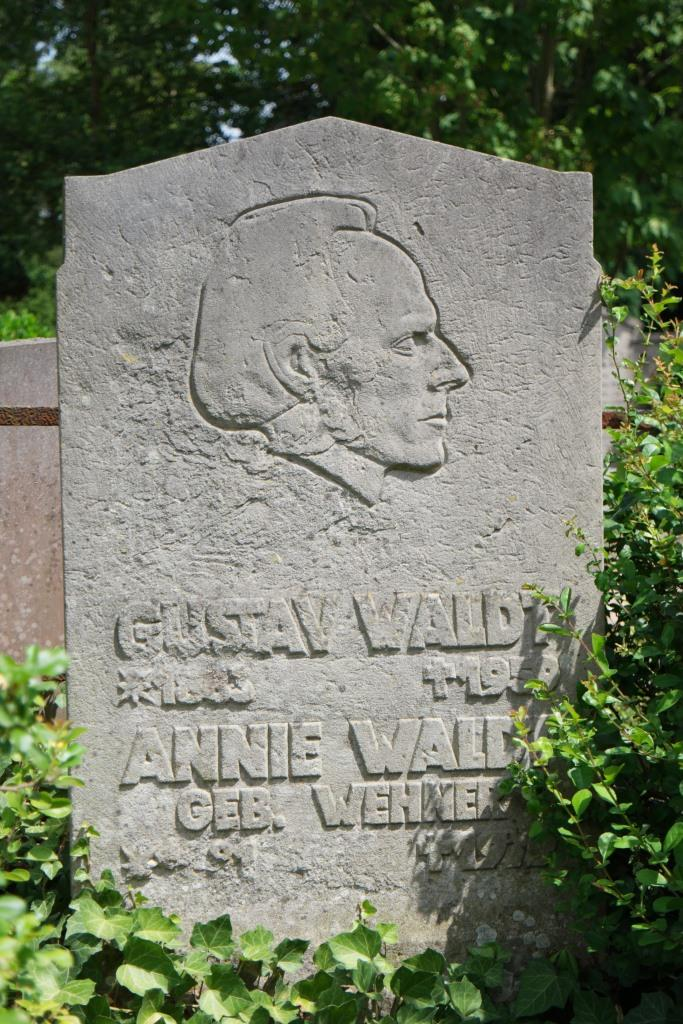
Grab des Lehrers, Dichters und Schriftstellers Gustav Waldt (1883–1959) auf dem Alten Friedhof in Darmstadt.

Gustav Waldt (* 6. Februar 1883 in Darmstadt; † 6. Dezember 1959 in Trautheim bei Darmstadt) war ein deutscher Lehrer, Dichter und Schriftsteller.

## Leben
Gustav Waldt wurde im Februar 1883 in Darmstadt geboren. Er besuchte das Neue Gymnasium und legte dort seine Reifeprüfung ab. Anschließend studierte er u. a. Architektur, Germanistik, Geschichte, Kunstgeschichte und Philosophie an den Universitäten Gießen und Heidelberg. Von 1907 bis 1922 war er Lehrer und Oberlehrer am Rudi-Stephan-Gymnasium in Worms. Er wohnte in dieser Zeit in der Sebastian-Münster-Straße 10. Danach nahm er eine Lehrerstelle an der Ernst-Ludwig-Schule in Bad Nauheim an. 1934 wurde er von den Nationalsozialisten entlassen und erhielt Berufs- und Schreibverbot.
Nach Aufenthalten am Bodensee und in Lützelbach kehrte er in den späten 1930er Jahren nach Trautheim bei Darmstadt zurück und baute sich ein kleines Haus am Willgraben. 1940 erschien sein Roman „Versunkene Wege“, ein Künstler- und Liebesroman, der in Heidelberg vor dem Ersten Weltkrieg spielt. Sein erster Roman „Elegie Schloß Seeheim“ erschien 1938. Dieser war dem Grafen Hardenberg gewidmet. 
Gustav Waldt starb am 6. Dezember 1959 in seinem Haus in Trautheim. Von Georg von Kovats wurde eine Totenmaske angefertigt. Gustav Waldt wurde in einem Ehrengrab auf dem Alten Friedhof in Darmstadt beigesetzt (Grabstelle: I C 62). Das Grab ist ein Ehrengrab. Er war seit 1913 mit Annie, geb. Wehner (1881–1979) verheiratet. Sie überlebte ihn um 20 Jahre und starb im Alter von 98 Jahren.

## Ehrungen
- 1952: Aufnahme in den PEN-Club
- 1958: Johann-Heinrich-Merck-Ehrung der Stadt Darmstadt.

## Veröffentlichungen
- 1909: Tageszeiten: Gedichte, Darmstadt.
- 1934: Laurin, Gettenbach-Gelnhausen.
- 1938: Schloß Seeheim. Eine Elegie, Gettenbach-Gelnhausen.
- 1937: Arion, Mainz.
- 1940: Versunkene Wege, Gettenbach-Gelnhausen.
- 1943: Die Reise nach Rückwärts, Gettenbach-Gelnhausen.
- 1944: Melusine, Gettenbach-Gelnhausen.
- 1958: Die Rückkehr, Gettenbach-Gelnhausen.